# Gmina Perušić
Gmina Perušić (chorw. Općina Perušić) – gmina w Chorwacji, położona w żupanii licko-seńskiej.

## Demografia
Populacja: 2 631 mieszkańców (2011).
| Liczba ludności | Liczba ludności | Liczba ludności | Liczba ludności | Liczba ludności | Liczba ludności | Liczba ludności | Liczba ludności | Liczba ludności | Liczba ludności | Liczba ludności | Liczba ludności | Liczba ludności | Liczba ludności | Liczba ludności |
| --------------- | --------------- | --------------- | --------------- | --------------- | --------------- | --------------- | --------------- | --------------- | --------------- | --------------- | --------------- | --------------- | --------------- | --------------- |
| 1857            | 1869            | 1880            | 1890            | 1900            | 1910            | 1921            | 1931            | 1948            | 1953            | 1961            | 1971            | 1981            | 1991            | 2001            |
| 995             | 1060            | 904             | 839             | 919             | 966             | 1150            | 1216            | 1003            | 1159            | 1290            | 1343            | 1218            | 1316            | 957             |

## Miejscowości w gminie
| - Bakovac Kosinjski - Bukovac Perušićki - Donji Kosinj - Gornji Kosinj - Kaluđerovac - Klenovac - Konjsko Brdo - Kosa Janjačka - Krš - Kvarte | - Lipovo Polje - Malo Polje - Mezinovac - Mlakva - Perušić - Prvan Selo - Selo Sveti Marko - Studenci |